# Nagy Szilvia (aktivista)
Nagy Szilvia (Miskolc, 1977. június 11. – Budapest, 2020. február 4.) amerikanista, dj, honlapkészítő, emberi jogi és LMBT aktivista. 2013-tól 2020-ig a Budapest Pride-ot szervező Szivárvány Misszió Alapítvány elnöke.

## Élete
1996 és 2002 között folytatott amerikanisztika tanulmányokat az Eötvös Loránd Tudományegyetemen. Később közösségszervezői képesítést is szerzett az Amerikai Egyesült Államokban. A diploma megszerzését követően honlapkészítőként, grafikusként és dj-ként dolgozott.
2016-ban diagnosztizálták rákkal. A 2019-es Budapest Pride fesztivál megnyitóján a nagyközönség előtt beszélt a betegségéről. Hosszú betegeskedés után, 2020. február 4-én hunyt el.

## Civil és közéleti szerepvállalása
1999-ben a Flamingó kör egyik alapítója és vezetője lett. 2000-2006-ig a Labrisz Leszbikus Egyesület tagja, az egyesület Szembeszél című első szépirodalmi kötetének címadója. A Budapesti Leszbikus Filmbizottság legelső filmje (Mihez kezdjen egy fiatal leszbikus a nagyvárosban?, 2000) szereplője. 2001-ben kezdett az Eklektika Kávézóban dj-skedni. 2003-tól az Ösztrosokk leszbikus bulisorozat egyik alapítója, szervezője és DJ-je. Ő készítette több LMBT-szervezet és projekt, így a Háttér Társaság, az LMBT Történeti Hónap, Labrisz Leszbikus Egyesület és a LIFT – Leszbikus Identitások Fesztiválja korábbi honlapjait. Ő vezette a femfatal.hu nevű kultkedvenc weboldalt is.
A Labrisz Leszbikus Egyesület kurátoraként csatlakozott 2007-ben a Szivárvány Misszió Alapítványhoz. 2007-től 2020-ig a Budapest Pride szervezője. Foglalkozott a Budapest Pride Filmfesztivál szervezésével, elsősorban leszbikus témájú filmek beszerzésével, később honlapkészítéssel, grafikai munkákkal, valamint a Budapest Pride Felvonulás szervezésével. 2013-től haláláig a Szivárvány Misszió Alapítvány elnöke. A Szivárvány Misszió Alapítvány elnökeként rendszeresen mondott beszédet a Budapest Pride megnyitóján. 2014-ben a Magyar LMBT Szövetség szavazásra buzdító Szevasztok, Szavaztok? kampányának kampánykoordinátora volt.

## Elismerései, emlékezete
2016-ban az LMBTQ közösségért végzett kiemelkedő munkájáért elnyerte a Háttér-díjat, 2019-ben pedig a LIFT-díjat.
2016-ban szerepelt a Közélet Iskolája Velünk beszélj, ne rólunk! – Hátrányokkal induló aktivisták beszélnek életükről és munkájukról című könyvében.